# Gracie Elvin
Gracie Elvin (Canberra, 31 de octubre de 1988) es una ciclista australiana.
Debutó como profesional en junio del 2012 tras ser segunda en el Campeonato Oceánico Contrarreloj y hacerse con el Campeonato Oceánico en Ruta a principios de dicho año. Posteriormente obtuvo un doble Campeonato de Australia en Ruta (2013 y 2014) como únicas victorias en sus dos primeros años completos como profesional. Al término de la temporada 2020 puso punto final a su carrera como ciclista.

## Palmarés
2012 (como amateur)
- 2.ª en el Campeonato Oceánico Contrarreloj
- Campeonato Oceánico en Ruta

2013
- Campeonato de Australia en Ruta

2014
- Campeonato de Australia en Ruta

2015
- Gooik-Geraardsbergen-Gooik
- 1 etapa del Tour de Turingia femenino

2016
- Gooik-Geraardsbergen-Gooik

2019
- 2.ª en el Campeonato de Australia Contrarreloj

## Resultados en Grandes Vueltas y Campeonatos del Mundo
Durante su carrera deportiva consiguió los siguientes puestos en las Grandes Vueltas femeninas y en los Campeonatos del Mundo en carretera:
| Carrera         | Carrera         | 2012 | 2013 | 2014 | 2015 | 2016 | 2017 | 2018 | 2019 | 2020 |
| --------------- | --------------- | ---- | ---- | ---- | ---- | ---- | ---- | ---- | ---- | ---- |
|                 | Giro de Italia  | 74.ª | Ab.  | —    | —    | —    | —    | 97.ª | —    | —    |
|                 | Tour de l'Aude  | X    | X    | X    | X    | X    | X    | X    | X    | X    |
|                 | Grande Boucle   | X    | X    | X    | X    | X    | X    | X    | X    | X    |
| Mundial en Ruta | Mundial en Ruta | 72.ª | Ab.  | —    | 60.ª | 92.ª | 23.ª | —    | —    | —    |

—: no participa

Ab.: abandono

X: ediciones no celebradas

## Equipos
- Faren-Honda Team (2012)[4]
- Orica/Mitchelton (2013-2020)
  - Orica-AIS (2013-2016)
  - Orica-Scott (2017)
  - Mitchelton-Scott (2018-2020)